# Jan Druyff
Jan Druyff (ur. 11 stycznia 1949 r. w Nijkerk w Holandii, zm. w listopadzie 2000 r. w Holandii) – holenderski przedsiębiorca i filantrop, jeden z inicjatorów budowy i główny fundator słupskiego Hospicjum Miłosierdzia Bożego. Od 1997 r. Honorowy Obywatel Miasta Słupska.
Jan Druyff trafił na ziemię słupską na początku lat 90. XX w., zakładając firmę Agro East Europe gospodarującą na popegeerowskiej ziemi w Łupawie. Od początku pobytu w Polsce nie ograniczał się jedynie do dbania o własne interesy, lecz prowadził szeroką działalność filantropijną. Gdy w 1995 r. poznał członków Towarzystwa Opieki Paliatywnej, postanowił pomóc ludziom nieuleczalnie chorym. Wraz z żoną powołał w Holandii Towarzystwo „Pomocna Dłoń”, a w Słupsku postanowił wybudować Hospicjum (w 1997 r. przekazał na jego utworzenie 3 mln zł).
Wiosną 1996 r. władze miejskie przekazały działkę pod budowę, Holendrzy przekazali koncepcję architektoniczną, a zespół słupskich projektantów, nieodpłatnie wykonał potrzebną dokumentację. Kamień węgielny uroczyście wmurowano 14 grudnia 1996 r., otwarcie nastąpiło już 18 czerwca 1997 r. Hospicjum Miłosierdzia Bożego w Słupsku oficjalnie rozpoczęło działalność 7 października 1997 r. Placówka powstała za pieniądze Druyffa była dziewiątym stacjonarnym hospicjum w kraju, trzecim wybudowanym od podstaw i pierwszym na Pomorzu.
Przez kolejne lata Jan Druyff często gościł w Słupsku. Za każdym razem przywoził zarówno wsparcie finansowe dla placówki, jak i upominki dla chorych. Spędzał z nimi każde święta. Nie ograniczał jednak swej pomocy jedynie do hospicjum. Wyposażył gabinet stomatologiczny w Łupawie, wyremontował i wyposażył szkołę w Gogolewie. Ufundował stypendia dla najbiedniejszej młodzieży wiejskiej. W 1997 r. Rada Miejska przyznała Janowi Druyffowi tytuł Honorowego Obywatela Miasta Słupska i medal "Za Zasługi dla Województwa Słupskiego". Na wniosek wojewody słupskiego minister zdrowia odznaczył go statuetką i tytułem "Partner polskiej medycyny".
Gdy w 1997 r. Jan Druyff asygnował dla hospicjum 3 mln zł, nie wiedział, że sam jest śmiertelnie chory. Trzy lata od założenia hospicjum, w listopadzie 2000 r. zmarł na raka w wieku 51 lat.
Od 2001 r. uliczka przy słupskim hospicjum nosi imię Jana Druyffa.